# In-A-Gadda-Da-Vida
In-A-Gadda-Da-Vida ist ein 17-minütiges Rock-Stück der Gruppe Iron Butterfly aus dem Jahr 1968 vom gleichnamigen Album, dessen gesamte zweite Seite es einnimmt. Der eher simple Text ist nur am Anfang und am Ende des Liedes zu hören, der lange Mittelteil des Songs besteht aus verschiedenen Instrumentalimprovisationen.
In-A-Gadda-Da-Vida wurde in die Rock and Roll Hall of Fame aufgenommen. Auf der Liste der größten Hard-Rock-Songs aller Zeiten von VH1 steht das Lied auf Platz 24.

## Titel
Über den Ursprung des Titels haben sich verschiedene Geschichten verbreitet. Eine bekannte Version erzählt, dass der Liedtitel in Wirklichkeit In the Garden of Eden („Im Garten Eden“) gewesen sein soll, aber während der Proben und Aufnahmen vernuschelte der Sänger Doug Ingle diese Zeile unter dem Einfluss von LSD in die Nonsensphrase In-A-Gadda-Da-Vida. Im Booklet zur Wiederveröffentlichung des zugehörigen Albums im Jahr 1995 heißt es, dass Ingle den Titel nach dem Genuss von mehr als zweieinhalb Litern Wein so ausgesprochen habe; der Schlagzeuger Ron Bushy habe die Lautmalerei als eingängig empfunden und daher niedergeschrieben. Auf der Best-of-CD der Gruppe wird schließlich behauptet, dass Bushy den Track durch Kopfhörer hörte und so einfach nur missverstand, als ihm Doug Ingle den Titel des Songs nannte.

## Beschreibung
Der Song besteht aus einem eingängigen Gitarren- und Bass-Riff, der sich über beinahe den gesamten Song kontinuierlich wiederholt. Der Riff wird als Basis für ausführliche Orgel- und Gitarrensoli benutzt, die in der Mitte durch ein ausgedehntes Schlagzeugsolo unterbrochen werden. Dies ist insofern bemerkenswert, als bis zu diesem Zeitpunkt Schlagzeugsoli im Rock nur eine sehr untergeordnete Rolle spielten. Somit stellt es eines der ersten Schlagzeugsoli auf einer Rock-Aufnahme dar und ist wahrscheinlich auch eines der bekanntesten in der Rock-Geschichte.
Die übliche Single-Version dieses Liedes beinhaltet lediglich den Anfang sowie das Ende des Stückes ohne die Instrumentalpassagen und knapp drei Minuten Musik; sie hielt sich 17 Wochen in den US-Charts.

## Nachwirkung
Die Popularität des Stücks ist ungebrochen. So entstehen noch immer zahlreiche Coverversionen. Bereits 1970 erschien eine (stark gekürzte) Version des Stückes auf der LP Non Stop Dancing 10 von James Last. Die bekanntesten Versionen stammen von Blind Guardian (2006 auf ihrer Single Fly), Slayer (1987 auf dem Filmsoundtrack zu Unter Null), Boney M. (1980 unter dem Titel Gadda-Da-Vida, in Österreich Platz 12 der Singlecharts), 16 BIT (1987 auf dem Album Inaxycvgtgb), Weird Al Yankovic und Frank Zappa (1988 auf dem Album Guitar). Helge Schneider, der Rapper Nas und die deutsche Hip-Hop-Band Freundeskreis haben den Song prominent gesampelt. Es gibt eine Version von den Residents auf The Third Reich ’n Roll von 1976.
Auch in Film und Fernsehen wurde In-A-Gadda-Da-Vida oft verwendet, meist im Bezug auf die Hippie- oder 68er-Bewegung und oft eher im parodistischen Sinne. So findet das Lied Erwähnung in Hör mal, wer da hämmert, den Simpsons, Seinfeld, den Wilden Siebzigern, Dr. House und Futurama. In den Filmen Blutmond, Freddy’s Finale – Nightmare on Elm Street 6, Resident Evil: Extinction und Die neuen Leiden des jungen W. wird der Song zum Spannungsaufbau eingesetzt. Gespielt wird der Titel auch 1971 in der 33. Folge der Serie Der Kommissar, Lagankes Verwandte sowie 2007 in Resident Evil: Extinction.

## Belege
1. ↑  Rock and Roll Hall of Fame: The Songs That Shaped Rock and Roll (Memento vom 9. Mai 2012 im Internet Archive)
2. ↑  VH1’s 100 Greatest Hard Rock Songs. stereogum.com. Abruf am 13. März 2017 (englisch)
3. ↑  Chartquellen: US1 US2
4. ↑  Gadda-Da-Vida (Boney M.) in den österreichischen Charts